# Inteligencia humana (espionaje)
La inteligencia humana, que aparece abreviada en ocasiones como HUMINT (del inglés human intelligence), abarca las acciones que tienen como objetivo conseguir información de inteligencia a través de fuentes humanas.

## Características
La «inteligencia humana» no se refiere únicamente a la recogida a través de personas o agentes implicados en actividades clandestinas o secretas. Abarca cualquier información recogida de una fuente humana. es decir, de personas, que pueden ser neutrales, amistosas u hostiles, así como de buena o baja confianza.
Ejemplos de posibles fuentes de Inteligencia humana:
- Prisioneros de guerra
- Asilados políticos.
- Organizaciones no gubernamentales (ONG).
- Medios de comunicación y periodistas.
- Agentes secretos o clandestinos.
- «Sin llamar», que se refiere a personas o envíos que se acercan a una agencia amistosa, y que se ofrecen voluntariamente a proporcionar su propia información de libre albedrío.